# 2010 en Bretagne
 Chronologie de la Bretagne
- 2006
- 2007
- 2008
- 2009
- 2010
- 2011
- 2012
- 2013
- 2014

Cette page recense des événements qui se sont produits durant l'année 2010 en Bretagne.

## Société

### Décès

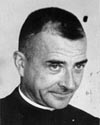
Jean Berthou

- 27 octobre à Crozon : Jean Berthou, né à Brest (Finistère) le 20 juillet 1924, ordonné le 3 août 1947, prêtre du diocèse de Quimper.

## Sports
Football :
le stade Brestois fête leur monté en ligue 1